# François Cudenet
Pour les articles homonymes, voir Cudenet.
François Cudenet est un photographe et peintre français qui fut un pionnier du cinéma à l'île de La Réunion, où il est né le 5 novembre 1836 et mort le 12 décembre 1913. Il est à l'origine de la première projection cinématographique de l'histoire de ce département d'outre-mer français le 17 décembre 1896 au matin à l'hôtel de ville de Saint-Denis.

## Biographie

### Origines et jeunesse
François Cudenet naît le 5 novembre 1836 à Saint-Pierre, dans le sud de l'île Bourbon, l'actuelle île de La Réunion, un département d'outre-mer français dans l'océan Indien. Il est le fils d'Amélie Armanet et de François-Marie Cudenet, un négociant originaire de Saint-Malo qui a dirigé une tannerie après s'être installé dans la colonie.
Il poursuit de brillantes études puis obtient un poste de professeur de mathématiques et de sciences naturelles dans le collège de sa ville de naissance. Il est néanmoins passionné par les arts plastiques, et pratique d'ailleurs le dessin et la peinture depuis son enfance. Aussi, il se lance dans la photographie d'art.

### Succès en peinture
L'entreprise de François Cudenet est un échec, et il est contraint de fermer son cabinet pour finalement se consacrer à la seule activité de peintre, qui lui réussit mieux. Ainsi, il reçoit la médaille d'argent à l'exposition des Beaux-Arts du 12 juin 1864 à Saint-Denis en devançant Constant Azéma.
Plus tard, le 17 juin 1880, il obtiendra par ailleurs de la société Sciences et Arts une nouvelle médaille d'argent dans la catégorie « fruits et fleurs » grâce à ses œuvres exposées.

### Révélation cinématographique

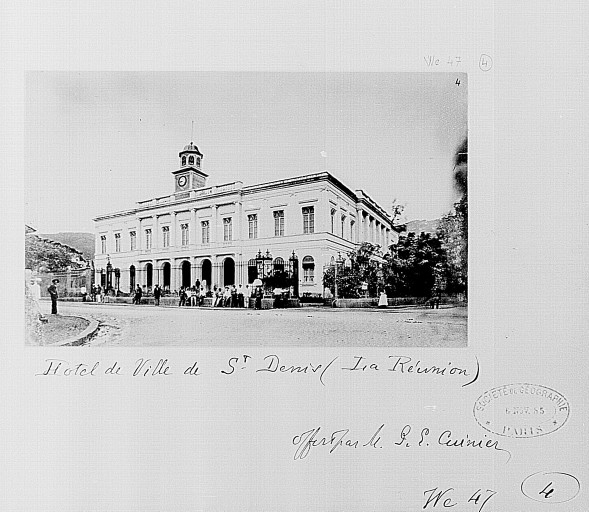
L'hôtel de ville de Saint-Denis avant 1885, soit un peu plus de dix ans seulement avant que François Cudenet n'y organise la première projection cinématographique de l'histoire de La Réunion.

En janvier 1896, alors qu'il est en voyage à Paris, François Cudenet assiste à une séance cinématographique d'Auguste et Louis Lumière au Grand Café. Enthousiasmé par leur invention, il décide d'acheter un appareil similaire et de le ramener sur son île. Revenu avec le projecteur Mendel, il procède à la première projection de l'histoire de La Réunion le 17 décembre 1896 à dix heures à l'hôtel de ville de Saint-Denis.
Les premières séances sont un succès, et il envisage alors de faire profiter les Mauriciens de son appareil. Cependant, l'engouement retombe, et il revient à la peinture, ce qui lui vaut de faire admirer « son pinceau plein de couleurs tropicales » en 1911 durant l'exposition dans la capitale. Il y présente des fruits de La Réunion saisissants de vérité ainsi que d'autres natures mortes représentant des chrysanthèmes.

### Reconnaissance officielle et décès
Le 17 juin 1913, le gouverneur de La Réunion Hubert Auguste Garbit le nomme « membre fondateur de l'Académie de la Réunion ». Cette consécration publique honore un franc-maçon jusqu'ici réputé pour ses provocations visant à choquer la société bien-pensante du Sud de l'île et connu pour avoir ostensiblement refusé le mariage religieux avec la seconde femme qu'il prit à la suite de son rapide veuvage, et avec qui il eut quatre enfants. Cette reconnaissance officielle est surtout tardive, puisqu'elle ne survient que quelques mois avant la mort de François Cudenet le 12 décembre 1913.
Il laisse derrière lui un ouvrage illustré inachevé traitant de la colonie de façon complète et dont la préface avait été rédigée par François Césaire de Mahy, le député. Parue dès août 1903 sous le titre Aperçu historique sur l'île de la Réunion,  elle précisait bien avoir été écrite «  pour servir de préface à un grand ouvrage scientifique et artistique de son compatriote et ami François Cudenet ».

## Hommages posthumes
Dans son hommage funèbre, Méziaire Guignard rappela la chance de François Cudenet en affirmant que « d'ordinaire la Nature partage ses dons entre ses favoris. Exceptionnellement libérale envers François Cudenet, elle les a tous versés et réunis sur lui. Art, science, littérature, qualités pratiques : elle lui a tout donné à la fois et elle a voulu qu'il réussit et se distinguât en toutes les choses de l'intelligence ». On sait par le même homme que l'intéressé avait pour crédo des préceptes moins déterministes qu'illustrent ses propos rapportés : « La vie s'arrête au tombeau. Mais quoique borné à la Terre, l'Homme n'en doit pas moins, pour cette Terre, se perfectionner sans cesse et sa grandeur. Il n'a pas meilleure raison d'être que de chercher le vrai, d'aimer le beau et de pratiquer le bien ».
En 1992, la ville de Saint-Pierre a donné son nom à l'ancienne place d'Armes située devant son cinéma Rex. Ses tableaux sont exposés au musée Léon-Dierx de Saint-Denis et consultables dans l'Iconothèque historique de l'océan Indien.

### Articles
- « The Anthropometry of Memory », William Zitte, Anthology of African and Indian Ocean photography, 1999.